# Ophrys araniferiformis
Ophrys araniferiformis là một loài thực vật có hoa trong họ Lan. Loài này được Dalla Torre & Sarnth. mô tả khoa học đầu tiên năm 1906.